# Apicia valdiviana
Apicia valdiviana là một loài bướm đêm trong họ Geometridae.